# Sjoerd Schamhart
Sjoerd Schamhart (Genua, 10 mei 1919 – Den Haag, 7 augustus 2007) was een Nederlands architect, die vooral werk in Den Haag heeft gerealiseerd.
Schamhart studeerde van 1936 tot 1939 weg- en waterbouw in Rotterdam. Tijdens de Tweede Wereldoorlog was hij opzichter bij Rijkswaterstaat. Na de oorlog studeerde hij ook nog aan de Academie voor Bouwkunst in Amsterdam, waar hij in 1950 afstudeerde. Hij werd hoofdarchitect bij de Dienst Gemeentewerken in Den Haag. Na meningsverschillen over de bouw van Ziekenhuis Leyenburg nam hij in 1962 ontslag en richtte zijn eigen bureau op. 
Op de locatie van de Oude Alexanderkazerne in Den Haag, werd van 1972-1975 Couperusduin gebouwd, een project dat hij samen met Hans van Beek ontwierp. Het complex van huurwoningen bestaat uit drie gebouwen met binnentuinen. De toenmalige Minister van Volkshuisvesting en Ruimtelijke Ordening, Hans Gruijters, vond dat het ontwerp een zodanige diversiteit vertoonde dat hij het 'experimenteel' noemde waarna het Rijk extra financiële steun verleende. 
In 1976 richtte hij Atelier PRO (Plan, Ruimte, Ontwikkeling) op samen met Hans van Beek, Cees Nieuwenkamp en Ernst Verheij, maar daarnaast hield hij zijn eigen praktijk. De eerste vijf jaren was hij directeur van Atelier PRO.

## Zijn werk

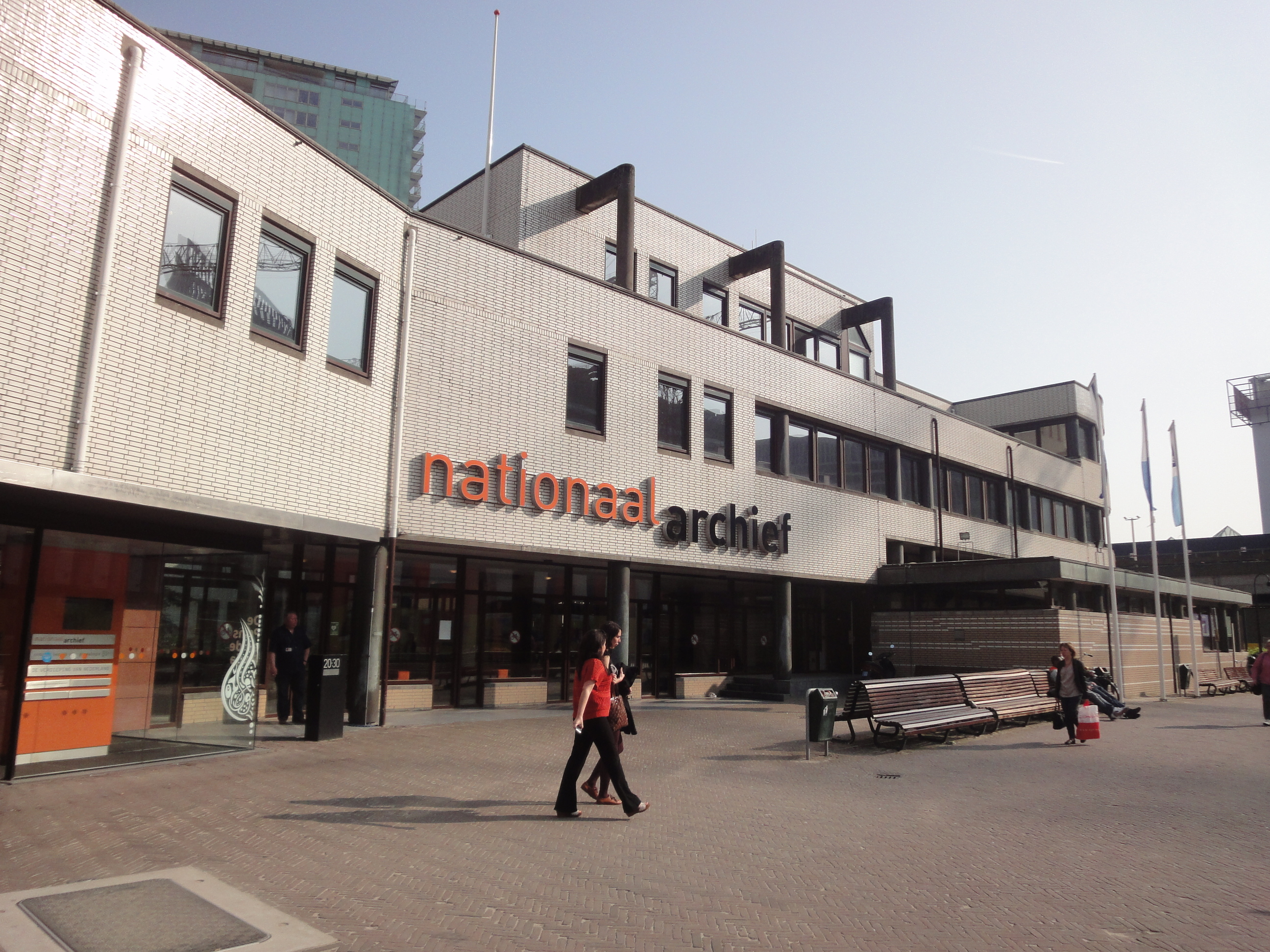
Nationaal Archief, Den Haag

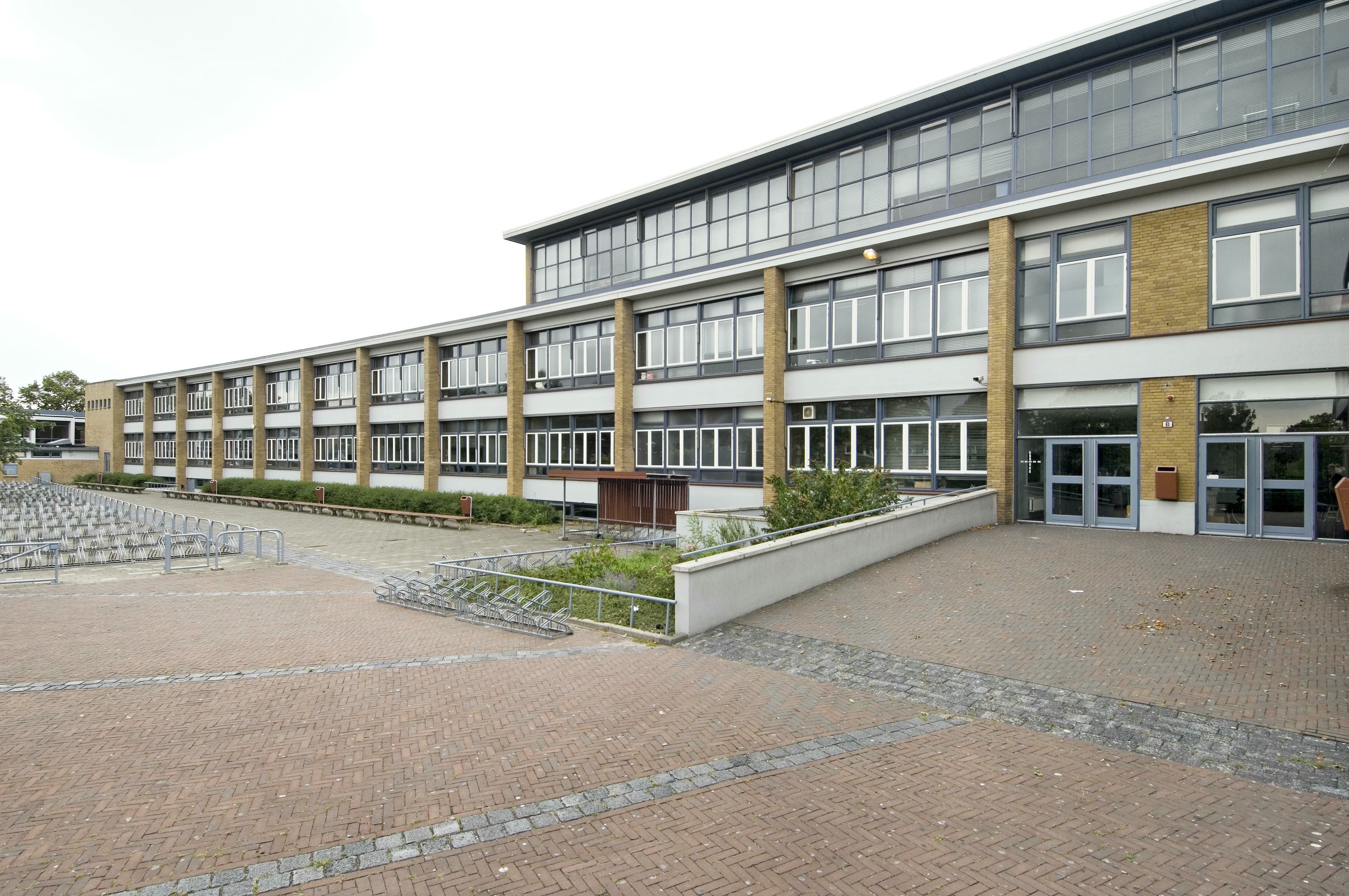
Grotius Lyceum Den Haag

Het Rijksarchief aan de Prins Willem Alexanderhof 20 en Couperusduin aan de Burgemeester Patijnlaan, beide in Den Haag, worden tot de bekendste ontwerpen gerekend, verder ontwierp hij o.a.:
- Grotiuslyceum (nu Segbroek College) in 1955
- Stevin College in 1957
- Gemeentemuseum Den Haag, toevoeging van het tentoonstellingsgebouw (de "Schamhartvleugel") in 1962, nu Fotomuseum Den Haag
- Zuidwal Ziekenhuis, verbouwing in 1962
- Visafslag in Scheveningen, 1964
- Paleiskerk, verbouwing, 1965 (grotendeels ongedaan gemaakt in 2002)
- Couperusduin, 1975
- Rijksarchief, 1979
- Haags Filmhuis, verbouwing in 1980

Ook maakte Schamhart ontwerpen voor interieurs. In 1960 ontwierp hij het interieur van het Poppentheater, bij de restauratie in 2003 heeft Schamhart weer advies gegeven.

## Zijn kunstverzameling
Schamhart was enthousiast verzamelaar van Haagse kunst en had werk van o.a. Nic Blans, Paul Combrink, Rein Draijer, Jurjen de Haan en Godfried Lonis. 